# ستيفن إس. دينايت
ستيفن إس. دينايت (بالإنجليزية: Steven S. DeKnight)‏ هو كاتب سيناريو،منتج ومخرج أمريكي ولد في 8 أبريل 1964،يعد مسلسل سبارتاكوس أشهر أعماله التي أنتجها.

## وصلات خارجية
- ستيفن إس. دينايت على موقع IMDb (الإنجليزية)
- ستيفن إس. دينايت على موقع قاعدة بيانات الفيلم (الإنجليزية)